# Резня в Кровавом овраге
Резня в Кровавом овраге — военное преступление, происшедшее во время Корейской войны 12 августа 1950 в т. н. «кровавом ручье» к западу от Масана, Южная Корея. Семьдесят пять военнопленных американцев были казнены военнослужащими КНА в ходе одного из небольших боестолкновений во время сражения за Пусанский периметр.

## Предисловие

### Начало Корейской войны
После вторжения северокорейцев в Южную Корею и начала Корейской войны 25 июня 1950 года ООН пришла к решению вступить в конфликт от лица Южной Кореи. США, как член ООН, решили отправить военные силы на Корейский полуостров с целью отразить северокорейское вторжение и предотвратить коллапс Южной Кореи.
24-я пехотная дивизия стала первым американским подразделением, отправленным в Корею. В задачу дивизии входило остановить северокорейское наступление, задержать как можно больше северокорейских подразделений и выиграть время для прибытия подкреплений. Несколько недель дивизия в одиночку пыталась задержать северокорейцев, чтобы дать время 1-й кавалерийской, 7-й и 25-й пехотным дивизиям и другим частям восьмой армии выйти на позиции. Наступательные подразделения 24-й пехотной дивизии, известные как оперативная группа «Смит», 5-го июля 1950 года потерпели тяжёлое поражение в битве за Осан, первом сражении между войсками Северной Кореи и США. В течение первого месяца после поражения 24-я дивизия потерпела ещё несколько поражений и была отброшена на юг, так как силы Северной Кореи имели численный перевес и были лучше оснащены. Полки 24-й дивизии систематически отбрасывались на юг в боях возле Чочивона, Чочана и Пхёнтхека. В битве за Тэджон 24-я дивизия была почти полностью уничтожена, но всё же задержала северокорейцев до 20 июля. К этому времени силы Восьмой армии сравнялись по численности с силами Северной Кореи, наступающими в регионе, и в то же время ежедневно прибывали свежие подразделения ООН.
С падением Тэджона северокорейские войска начали окружение Пусанского периметра, пытаясь полностью отсечь его. Наступая на позиции ООН при поддержке бронетехники в превосходящем числе, они периодически громили американские и южнокорейские войска и отбрасывали их южнее.

### Пусанский периметр возле Масана

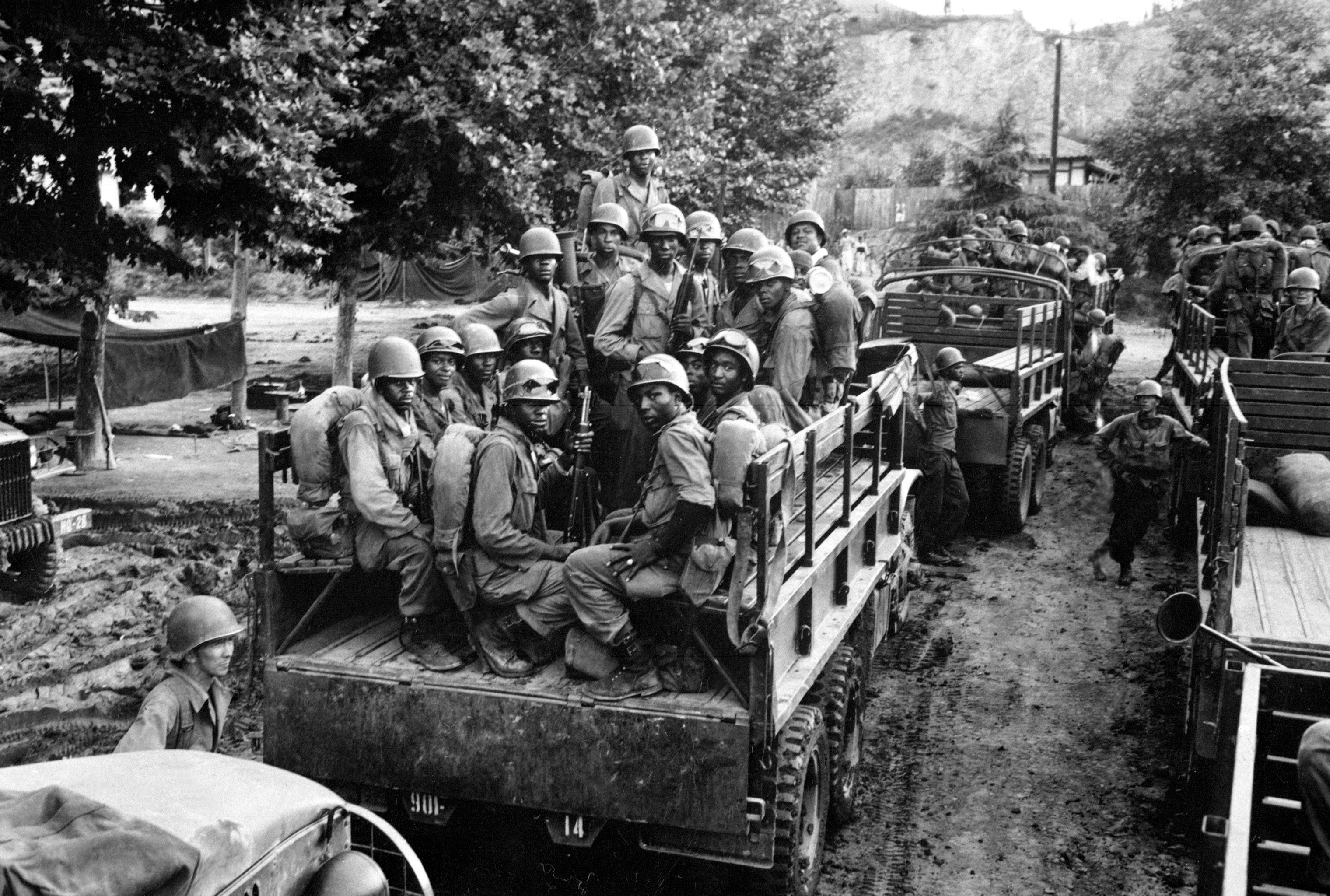
24-й пехотный полк выдвигается к линии фронта, 18 июля 1950

Генерал-лейтенант Уолтон Уокер и командование Восьмой армии запланировали первое наступление сил ООН на август. Контрнаступление должно было начаться атакой резервных сил американцев близ Масана. Они должны были выбить 6-ю северокорейскую дивизию из Чинджу, в середине месяца должно было последовать мощное наступление на реку Кымган. Одной из целью наступления был разгром предполагаемой группировки северокорейцев близ Тэгу посредством отвлечения некоторых северокорейских частей на юг. 6 августа командование Восьмой армии закончило разработку оперативного плана наступления боевой группы Кин, названной в честь командира 25-й американской пехотной дивизией генерал-майора Уильяма Б. Кина. Боевая группа Кин состояла из 25-й дивизии, части 27-го пехотного полка, батальона полевой артиллерии, боевой группы 5-го полка и 1-й временной бригады морской пехоты. Группа насчитывала 20 тыс. чел. Согласно плану группа должна была наступать на запад с позиций у Масана, захватить проход к Чинджу и выйти к реке Нам. Однако начало наступления было отложено до прибытия 2-й пехотной дивизии в полном составе и трёх американских танковых батальонов.
7 августа боевая группа Кин пошла в атаку, выдвигаясь с позиций у Масана. У северного прохода к городу, где раньше уже произошла битва, силы 35-го пехотного полка наткнулись на северокорейский отряд пехоты в 500 человек и уничтожили его. Наступление продолжилось на Пансонг, северокорейцы потеряли ещё 350 человек. Американцы захватили штаб 6-й северокорейской дивизии. Однако остальные силы группы Кин замедлили продвижение, увязнув в северокорейской обороне. Наступая на область Чиндонг-ни, боевая группа Кин наткнулась на встречное наступление 6-й северокорейской дивизии и вступила в сложное сражение, в ходе которого разрозненным силам пришлось полагаться на авиаудары и выброски десанта.
Тяжёлые бои продолжались три дня. К 9 августа боевой группе Кин удалось захватить Чинджу. В ходе наступления силы группы при поддержке авиации сначала продвигались быстро, несмотря на упорное сопротивление северокорейцев. 10 августа морские пехотинцы, двигающиеся в авангарде, обнаружили колонну 83-го северокорейского моторизованного полка 105-й бронетанковой дивизии. Истребители F4U Corsair 1-го авиакрыла морской пехоты периодически атаковали отступающую колонну с бреющего полёта, уничтожив около сотни транспортных средств и две сотни северокорейцев.
Тем не менее, 12 августа 1-я временная бригада морской пехоты была отозвана для последующего распределения по другим пунктам периметра. Боевая группа Кин продолжила наступление при поддержке корабельной и полевой артиллерии, в результате удалось захватить область у Чиндонг-ни. Однако командование Восьмой армии потребовало отзыва несколько частей группы для переброски к Тэгу, для использования на других участках фронта, особенно у выступа реки Нактонган.

## Бой у Понгам-ни
В то время как бригада морской пехоты маневрировала вокруг южного изгиба реки Нам, двигаясь к Чинджу, командование боевой команды 5-го полка спланировало одновременную атаку на центр линии по направлению к Мучон-ни, планируя соединиться с 35-м полком.
Небольшие деревни Понгам и Тэджон-ни находились на восточной стороне прохода. 10 августа 5-й пехотный полк двинулся на Понгам-ни, но воздушным наблюдателям не удалось заметить северокорейские силы, которые концентрировались впереди направления удара. Авиация ВМС США засекла концентрацию северокорейцев и нанесла удары по противнику к северу от Понгам-ни и по Тундоку. 1-й батальон атаковал, двигаясь вниз по северной стороне дороги, а 2-й батальон — по южной. 1-й батальон наткнулся на северокорейцев на высотах близ Понгам-ни, но смог войти в неё и установить там командный пункт.
Деревня Понгам состояла из землебитных домов с соломенными крышами, сгруппированных у перекрёстка дорог. В 370 м к северо-востоку от Понгам-ни вздымается крутой, голый холм, замыкающий горный хребет, идущий вдоль северной стороны дороги примерно в 700 м от неё. Хребет занимали северокорейцы. На севере от Понгам-ни находится долина шириной в 460 м, главная дорога проходит к западу вдоль начала долины и поднимается из долины, проходя по перевалу, где хребет соединяется с другими грядами, простирающимися на север. С западной стороны Понгам-ни два хребта разделены долиной шириной в 270 м. Северный хребет выше.
10 августа 2-й батальон боевой команды 5-го полка удерживал южный из этих хребтов у Понгам-ни. Роты В и С 1-го батальона удерживали восточную часть северного хребта. Северокорейцы удерживали оставшуюся часть хребта и боролись за контроль над перевалом. В течение дня подошла артиллерия поддержки полка и заняла позиции в русле ручья и в низинах Понгам-ни и Тэджон-ни. Батарея А 555-го батальона полевой артиллерии заняла позиции под бетонным мостом у Понгам-ни, батарея В заняла позицию вдоль берега ручья на окраине деревни. Штабная рота расположилась в деревне. Неполная батарея 90-го батальона полевой артиллерии заняла позицию на западной стороне текущего на юг ручья. Все орудия находились на северной стороне дороги, идущей с запада на восток. Штаб боевой команды 5-го полка и батарея С 555-го батальона полевой артиллерии находилась на тыловой позиции на востоке.
Этой же ночью северокорейцы атаковали 1-й батальон и артиллерийские позиции у Понгам-ни. Бой продолжился и на рассвете. В ходе сражения командир 555-го батальона полевой артиллерии подполковник Джон Г. Дэли (John H. Daly) утратил связь со своей батареей А. При поддержке пехоты он и командир 1-го батальона попытались прорваться к батарее, но в ходе боя оба получили ранения. Дэли был ранен не так тяжело и принял временное командование над пехотным батальоном. В дальнейшем северокорейское наступление на Понгам-ни утратило скорость и порыв и в итоге остановилось.
После того, как 3-й батальон пошёл в наступление на запад, штаб боевой команды 5-го полка и батарея С 555-го батальона полевой артиллерии к востоку от Понгам-ни остались без прикрытия пехоты. Ночью они подверглись атаке северокорейцев, наступавших и на Понгам-ни, хотя штабу и артиллеристам удалось отразить атаку. Наутро 11 августа удары авиации помогли отбросить северокорейцев назад к холмам. Штаб 2-го батальона также попал под атаку, которую удалось отразить с помощью резервных войск.
Согласно плану выдвижения полка на запад через Понгам-ни 1-й батальон должен был захватить северный хребет и перевал, после чего 2-й батальон отходил с южного хребта и начинал движение. Полковой обоз следовал за артиллерией. 1-й батальон отрывался от противника и прикрывал тыл колонны. 1-й батальон получил приказ захватить горный хребет к северу от западной дороги на Понгам-ни, захватить перевал, охранять боевую команду при её прохождении через перевал и затем следовать за ней. В сумерках рота В переместилась ко входу в ущелья и атаковала холм справа, откуда открывался обзор на северную сторону перевала. В то же время рота С наступала на запад вдоль северного хребта. 2-й батальон и артиллерия поддерживали наступление огнём. Рота В захватила и удерживала господствующие высоты к северу от прохода. Взвод роты А, усиленный отрядом танков, оставался на позиции к северу от Понгам-ни на дороге на Тундок, защищая перекрёсток дорог и артиллерийские позиции. Оставшаяся часть роты А замещала 2-й батальон на южном хребте, после того как в 21.00 батальон выдвигался оттуда, чтобы возглавить движение на запад.

### Движение
В результате тяжёлых боёв ночью с 10 на 11 августа и днём 11 августа командир полка понял, что не сможет обеспечить безопасное движение полкового обоза и артиллерии в дневное время, и решил перемещать их ночью. Тем не менее, в полдень командир дивизии Уильям Б. Кин приказал, чтобы дивизия выдвигалась быстрее, и заявил, что подойдёт батальон 24-го американского пехотного полка и прикроет правый фланг. Генерал Кин, видимо, не учитывал, что вблизи Понгам-ни находятся какие-либо значительные вражеские силы, несмотря на утверждения об обратном.
В 21.00, когда 2-й батальон, батарея С 555-го батальона и обоз вышли на дорогу, Кин приказал командирам немедленно выдвигать 2-й батальон и одну артиллерийскую батарею через перевал, но придержал до рассвета на месте оставшуюся часть войск. 2-й батальон тотчас двинулся через перевал и остался без связи с полком. Хотя по плану 2-й батальон должен был быть в авангарде полка, он остался один, и если бы его атаковали, никто не смог бы прийти ему на помощь. В ходе движения 2-го батальона, батареи С и штабного подразделения батареи подполковник Дэли был ранен во второй раз и был эвакуирован. После полуночи 2-й батальон зачистил перевал. На западной стороне батальон попал под слабую атаку, но смог продолжить наступление к Тэджон-ни, где оставшуюся часть ночи удерживал позиции.
Во время этих событий в Понгам-ни, проходивших на рассвете и вечером 11 августа, главная дорога к Чиндонг-ни оказалась под обстрелом снайперов. Три американских танка и штурмовое орудие эскортировали конвои снабжения к передовым позициям. К полуночи 11 августа 555-й батальон и батарея А 90-го батальона полевой артиллерии вели огонь из 105-мм гаубиц от штаба полевой артиллерии, расположенной у Понгам-ни и Тэджон-ни. Близ них находился только 1-й батальон (к северу от дороги). Штаб полка и орудия 159-го батальона полевой артиллерии находились в миле позади них на дороге.
12 августа после часа ночи 2-й батальон потерял связь с ротой С на хребте севернее, откуда слышались звуки боя. После того, как связаться с ротой по телефону и радио не удалось, командир батальона отправил посыльных и связистов, чтобы те восстановили связь. Затем он настоял, чтобы обоз и артиллерия незамедлительно выдвигались к перевалу. Однако полковой командир неохотно выполнял приказы командования дивизии и не двигал войска до рассвета. Посыльные вернулись и сообщили, что не смогли найти роту. Команда связистов пропала. Штабисты батальона снова слышали звуки боя и видели вспышки в районе предположительного расположения роты. Они решили, что северокорейцы заняли этот район и подают сигналы союзникам. Командование 5-го полка всё ещё не могло связаться с дивизией, не могло больше ожидать и решило двигать обоз и артиллерию на запад, хотя было ещё темно, несмотря на приказы командования дивизии дождаться рассвета. Батальон 24-го полка, обещанный командованием дивизии, всё ещё не прибыл. В 4 утра весь обоз приготовился к движению. Его должна была сопровождать артиллерия, 1-й батальон двигался с тыла. В то же время батальон должен был держать перевал открытым и прикрывать полковую колонну. Передвижение обоза должно было занять двадцать минут, но в реальности на это ушли часы. Более чем за час автотранспорт продвинулся только на метр из-за попытки медицинской роты влиться в состав колонны со своей позиции близ командного поста 1-го батальона. Карета скорой помощи угодила в кювет и блокировала всю дорогу, пока её не вытащили.

### Артиллерия в окружении
Вскоре после рассвета подошедшая северокорейская пехота практически окружила артиллерию, всё ещё находившуюся в деревне. 13-й полк 6-й дивизии КНА внезапно обрушился с трёх сторон на позиции 90-го и 555-го батальонов полевой артиллерии. Войска в колонне заметили два танка и несколько самоходных орудий на тропинке в долине к северу от Понгам-ни, которые обстреливали деревню и позиции артиллерии.
Отход танкового подразделения и пехотного взвода роты А с блокпоста позволил северокорейской бронетехнике незаметно и беспрепятственно приблизиться и открыть огонь почти в упор, что привело к катастрофическим последствиям. Части 555-го батальона находились на открытой позиции, части 90-го батальона были частично прикрыты неровностями местности. Гаубицы 555-го батальона без успеха вступили в бой с северокорейской бронетехникой. Артиллеристы 90-го батальона не могли опустить свои гаубицы, чтобы стрелять по вражеским танкам и самоходкам. Некоторые из орудий 555-го батальона получили прямые попадания. Многие артиллеристы пытались найти укрытие в зданиях и под мостом у Тэджон-ни. Некоторые из зданий загорелись.
Вскоре после того, как подошедшая по северной тропе северокорейская бронетехника обстреляла артиллерийские позиции, пехота КНА приблизилась к частям 555-го батальона и обстреляла противника из стрелкового и автоматического оружия. Три 105-мм гаубицы продолжали стрелять в течение нескольких часов после рассвета (возможно до 9.00) . Затем северокорейцы захватили позиции 555-го батальона. Такое же бедствие постигло и 90-й батальон. Ранее в предрассветные часы северокорейцам удалось попасть в две 105-мм гаубицы и несколько грузовиков с боеприпасами батареи А. Батальону удалось отразить атаку противника благодаря решительным действиям пехоты, выдвинувшей пулемёты на оборону периметра, и стрелкам, занявшим ямы.
На рассвете истребители F4U «Корсар» атаковали северокорейцев с бреющего полёта и обстреляли ракетами скопления войск противника. Несмотря на поддержку с воздуха, к 9.00 позиция артиллерии стала незащищённой. Выжившие из 90-го батальона погрузили раненых на несколько исправных грузовиков. Оставшиеся в строю и истребители F-51 «Мустанг» прикрыли огнём отход батальона. Выжившие считали, что успешное отступление стало возможным только благодаря неистовым атакам истребителей. Северокорейцы своим огнём разбили или сожгли почти весь автотранспорт к востоку от моста Понгам-ни.

### Резня
Успешная вражеская атака 12 августа на силы 555-го батальона полевой артиллерии получила название «Кровавый овраг». Были потеряны все восемь гаубиц двух батарей 555-го батальона, которые находились здесь. 90-й батальон полевой артиллерии потерял все шесть 155-мм гаубиц батареи А. На следующий день после боя в строю осталось только 20 % сил батальона. Потери батальона составили 75 убитых на позициях артиллеристов (из 100) и 80 раненых, многие из них были не в состоянии идти. 90-й батальон потерял в Кровавом овраге 10 убитыми, 60 ранеными и около 30 пропавшими без вести. Более половины людей из штаба и батареи А остались в строю.
Благодаря быстрому удару северокорейцам удалось окружить и уничтожить в деревне четыре артиллерийские бригады. Кроме сотен американских военных, убитых и раненых в ходе боя, северокорейцы захватили в плен 55 человек из 555-го батальона и 20 из 90-го батальона. Пленные из 555-го батальона были собраны близ Тэджон-ни. Северокорейцы загнали их в здание, где расстреляли всех из пулемёта. В другом месте выстрелами в голову были казнены 20 выживших из 90-го батальона.
Через пять недель, когда силы ООН восстановили контроль над областью в результате сражения за Пусанский периметр, тела расстрелянных были обнаружены.

## Последствия

### Реакция США
После инцидента в Кровавом овраге и последующим массовым убийством на высоте 303 командующий силами ООН генерал Дуглас МакАртур выступил 20 августа по радио с обращением к армии Северной Кореи, объявив об этих зверствах. Американские ВВС сбросили множество листовок над вражеской территорией с обращением к северокорейским командирам. МакАртур предупредил, что он считает старших северокорейских офицеров ответственными за это событие и другие военные преступления.

Инертность, [проявленная] с вашей стороны и со стороны ваших старших полевых командиров в этом позорном убийстве и всеобще признанная общая ответственность может быть истолкована только как попустительство и поддержка такого поругания и если оно не будет быстро исправлено, то я буду считать вас и ваших командиров ответственными, согласно правилам и прецедентам войны. 
 Заметка генерала МакАртура в ходе его обращения к северокорейской армии.
Оригинальный текст (англ.) «Inertia on your part and on the part of your senior field commanders in the discharge of this grave and universally recognized command responsibility may only be construed as a condonation and encouragement of such outrage, for which if not promptly corrected I shall hold you and your commanders criminally accountable under the rules and precedents of war.»

— 
Инцидент в Кровавом овраге стал только первым в серии жестокостей, в совершении которых американские войска обвинили северокорейских солдат. В конце 1953 года комитет правительственных действий Сената США под председательством Джозефа Маккарти руководил расследованием свыше 1 800 докладов о военных преступлениях, якобы совершённых в ходе Корейской войны. Правительство США пришло к заключению, что северокорейская армия нарушила условия Женевской конвенции, и осудило её действия.

### Реакция Северной Кореи
Историки согласны, что нет доказательств того, что высшее северокорейское командование санкционировало расстрелы пленных в ходе начальной фазы войны. Считается, что резня на высоте 303 и схожие с ней жестокости были совершены «небольшими неконтролируемыми подразделениями, мстительными личностями и доведёнными ситуацией до отчаяния охранниками». Военный историк Т. Р. Ференбах считает, что северокорейские войска, возможно, были привычны к мучениям и казням пленных во время десятилетий деспотического правления армий Японской империи до Второй мировой войны.
28 июля 1950 года генерал Ли Хонг Хо, командующий 3-й северокорейской дивизией, передал приказ об обращении с военнопленными, подписанный главнокомандующим Ким Чхэком и главой генерального штаба Чхве Ён Гоном, где убийство военнопленных «строго воспрещалось».
Захваченные после инцидента документы показывают, что лидеры северокорейской армии были осведомлены и беспокоились о поведении некоторых своих солдат. В приказе от 16 августа, выпущенном культурной секцией 2-й северокорейской дивизии, в частности, говорится: «Некоторые из нас по-прежнему вырезают вражеских солдат, которые сдаются. Поэтому ответственность за обучение солдат захвату и обращению с военнопленными по-доброму остаётся прерогативой политической секции каждого подразделения».